# Edgar Norman
Edgar Norman (født Edgar Christensen, 13. april 1905 – 13. juli 1977 i Oslo) var en norsk olympisk bokser og søn af bokseren Conrad Christensen. Han vandt guldmedalje i mellemvægt i NM 1924, 1925, 1926 og i 1927. Kilderne er uenige om Norman var født i USA eller i Norge. Minneapolis i Minnesota er hans residens i USA. Hans navn skrives også Edgar Normann
Han deltog under sommer-OL for Norge i 1924 i Paris og vandt en guldmedalje i vægtklassen mellemvægt under Europamesterskabet for amatører i Berlin i 1927.
Norman boksede professionelt i USA fra november 1929 til juli 1931. Hans karrierestatus efter otte år og 44 kampe var 28 sejre (hvoraf 15 var på knockout), 9 tabte (2 KO) og 7 uafgjorte. 3 februar 1929 boksede Norman i Oslo mod congoleseren Leone Jack Walker Jacovacci, som i Europa boksede under italiensk flag. Dette blev måske Normans mest kontroversielle kamp; den blev beskrevet som en farce: Jacovacci blev dømt til tabe, selvom han formentlig vandt 7 af 10 runder. Kampens dommer var Normans manager.
Han repræsenterede IF Ørnulf, før han var med i en gruppe, som dannede bokseklubben Pugilist i Oslo.